# پاپنکوف
پاپنکوف (به لاتین: Papenkov) یک منطقهٔ مسکونی در روسیه است که در شهرستان کوشخابلسکی واقع شده‌است. پاپنکوف ۲۶ نفر جمعیت دارد.